# Quasi una vita
Quasi una vita è un libro di memorie dello scrittore Corrado Alvaro, pubblicato nel 1950.

## Storia editoriale
(Corrado Alvaro,Quasi una vita)
Negli anni dal 1927 al 1947, lo scrittore Corrado Alvaro annotò nei suoi taccuini tutto il materiale che gli sembrava potesse fornire una bozza per lavori futuri. Il risultato di queste annotazioni fu un vero giornale dello scrittore, ritenuto più tardi degno di essere pubblicato, su incoraggiamento di Valentino Bompiani.
L'opera, edita nel 1950, vinse l'anno seguente il premio Strega. È stato tradotto in francese.

## Contenuto
Dalle pagine di questo giornale emergono ritratti di persone di conoscenza dell'autore, mentre altri personaggi, passati alla storia e noti oggi come ieri, sono appena nominati. Così si assiste a una scintillante bozzettistica, a pungenti studi di carattere, a giudizi sulla natura di popoli diversi; non si incontrano invece ritratti, ma solo riferimenti a qualche fatto, di Luigi Pirandello, Walter Benjamin, Cesare Zavattini, Margherita Sarfatti, Jean-Paul Sartre e molti altri.
I primi anni del diario sono ambientati in prevalenza a Berlino. Nel 1934 vi è il racconto piuttosto articolato di un viaggio di Alvaro in Unione Sovietica, sogno di gran parte degli intellettuali del tempo. Avverso al regime fascista, l'autore ebbe tuttavia alcune opportunità dovute alla sua scelta di lavorare in Germania. Egli scrisse con chiarezza che, se avesse seguito le orme degli antifascisti emigrati in Francia, avrebbe in qualche modo perso l'identità di oppositore. Tuttavia il giornale non è troppo incentrato su questioni politiche, ma sulla vita che trascorre e che l'autore vuole fissare nelle sue pagine.
Dal 1939 Alvaro risiede in Italia e da qui scrive (non molte) annotazioni sulla guerra. Emerge che un suo figlio è tornato a fine conflitto dalla prigionia in Polonia. Sempre sulla famiglia sono molti pensieri di questi anni, epoca in cui il padre muore. Questa riflessività comprende anche le terre del Meridione, di cui Alvaro è un devoto figlio e, anche negli anni 1946-1947, come in una continuità, racconta tipi e storie del Sud.

## Opere derivate
Da Quasi una vita e da un'altra opera di Alvaro, Ultimo diario, fu tratto il testo teatrale omonimo, scritto nel 1986 dallo stesso Corrado Alvaro con la collaborazione di Silvano Spadaccino.

## Edizioni
- Quasi una vita: giornale di uno scrittore, Milano, Bompiani, 1950.
- Quasi una vita, Prefazione di Geno Pampaloni, Collana I grandi premi letterari italiani: I Premi Strega, diretta da Maria Bellonci, Milano, CDE, 1968.
- Quasi una vita, introduzione di Nino Borsellino, Milano, Bompiani, 1994.
- Quasi una vita, prefazione di Giuseppe Leonelli, Collezione Premi Strega. I 100 Capolavori, Torino, UTET-Fondazione Maria e Goffredo Bellonci, 2006.
- Quasi una vita. Giornale di uno scrittore, Introduzione di Roberto Saviano, Collana Classici Contemporanei, Milano-Firenze, Bompiani, 2023, ISBN 978-88-301-0201-9.